# Jean Benjamin Sleiman

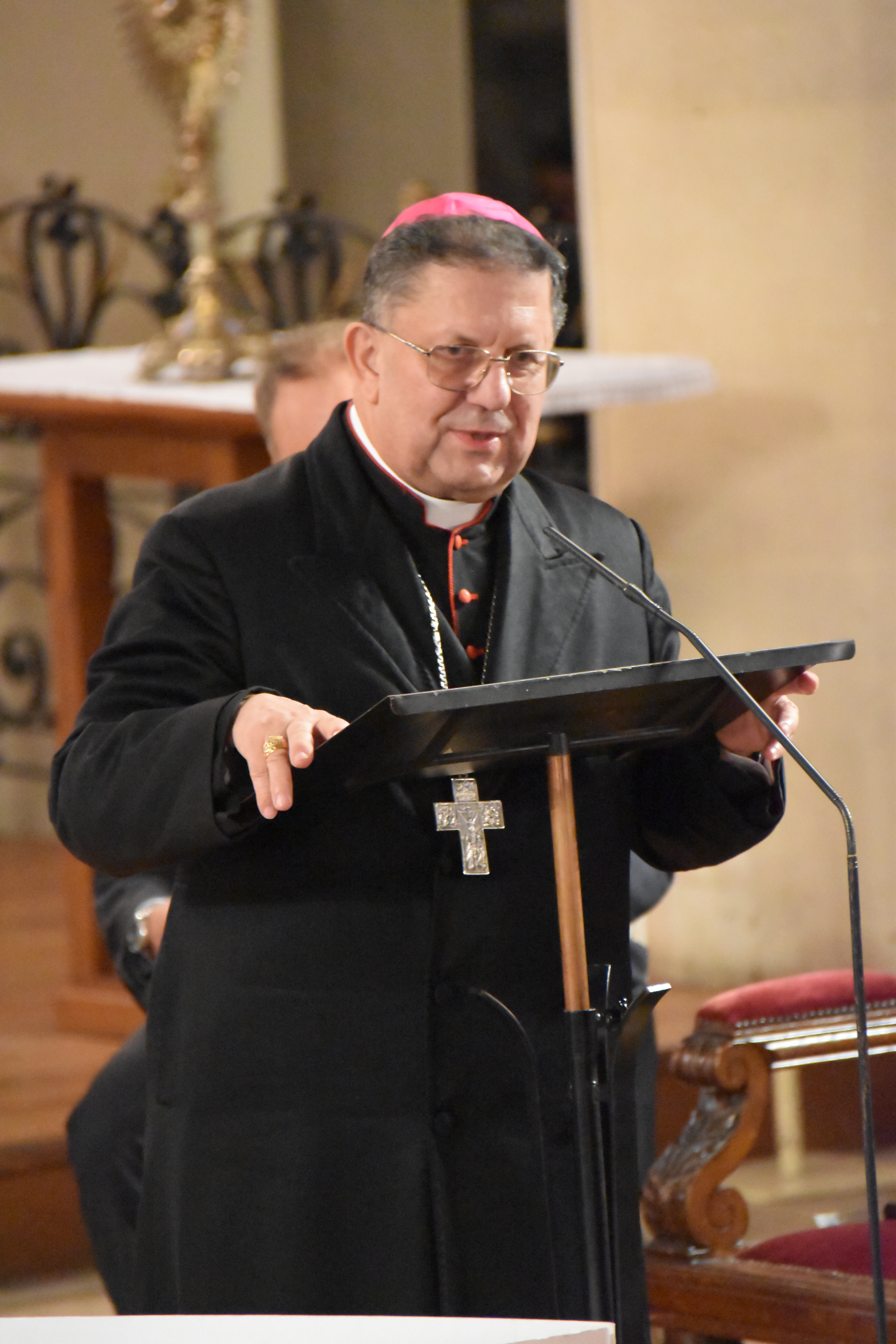
Jean Benjamin Sleiman, 2015

Jean Benjamin Sleiman OCD (* 30. Juni 1946 in Ghalboun) ist Erzbischof von Bagdad.

## Leben
Jean Benjamin Sleiman trat der Ordensgemeinschaft der Unbeschuhten Karmeliten bei und empfing am 8. Dezember 1973 die Priesterweihe. 
Papst Johannes Paul II. ernannte ihn am 29. November 2000 zum Erzbischof von Bagdad. Die Bischofsweihe spendete ihm der Apostolische Nuntius im Libanon, Antonio Maria Vegliò, am 20. Januar des nächsten Jahres; Mitkonsekratoren waren Paul Dahdah OCD, Apostolischer Vikar von Beirut, und Paul Bassim OCD, emeritierter Apostolischer Vikar von Beirut.